# Distribució de Dirichlet variada matricial
En estadística, la distribució de Dirichlet variada matricial és una generalització de la distribució beta variable de matriu i de la distribució de Dirichlet.
Suposem {\displaystyle U_{1},\ldots ,U_{r}} són {\displaystyle p\times p} matrius definides positives amb {\displaystyle I_{p}-\sum _{i=1}^{r}U_{i}} també positiu-definit, on {\displaystyle I_{p}} és el {\displaystyle p\times p} matriu d'identitat. Aleshores diem que el {\displaystyle U_{i}} tenen una distribució de Dirichlet variable en matriu, {\displaystyle \left(U_{1},\ldots ,U_{r}\right)\sim D_{p}\left(a_{1},\ldots ,a_{r};a_{r+1}\right)}, si la seva funció de densitat de probabilitat conjunta és
{\displaystyle \left\{\beta _{p}\left(a_{1},\ldots ,a_{r},a_{r+1}\right)\right\}^{-1}\prod _{i=1}^{r}\det \left(U_{i}\right)^{a_{i}-(p+1)/2}\det \left(I_{p}-\sum _{i=1}^{r}U_{i}\right)^{a_{r+1}-(p+1)/2}}
on {\displaystyle a_{i}>(p-1)/2,i=1,\ldots ,r+1} i {\displaystyle \beta _{p}\left(\cdots \right)} és la funció beta multivariant.
Si escrivim {\displaystyle U_{r+1}=I_{p}-\sum _{i=1}^{r}U_{i}} aleshores el PDF pren la forma més senzilla
{\displaystyle \left\{\beta _{p}\left(a_{1},\ldots ,a_{r+1}\right)\right\}^{-1}\prod _{i=1}^{r+1}\det \left(U_{i}\right)^{a_{i}-(p+1)/2},}
entenent que {\displaystyle \sum _{i=1}^{r+1}U_{i}=I_{p}}.